# Nesiergus insulanus
Nesiergus insulanus é uma espécie de aranha pertencente à família Theraphosidae (tarântulas).